# Кенаса (Феодосія)

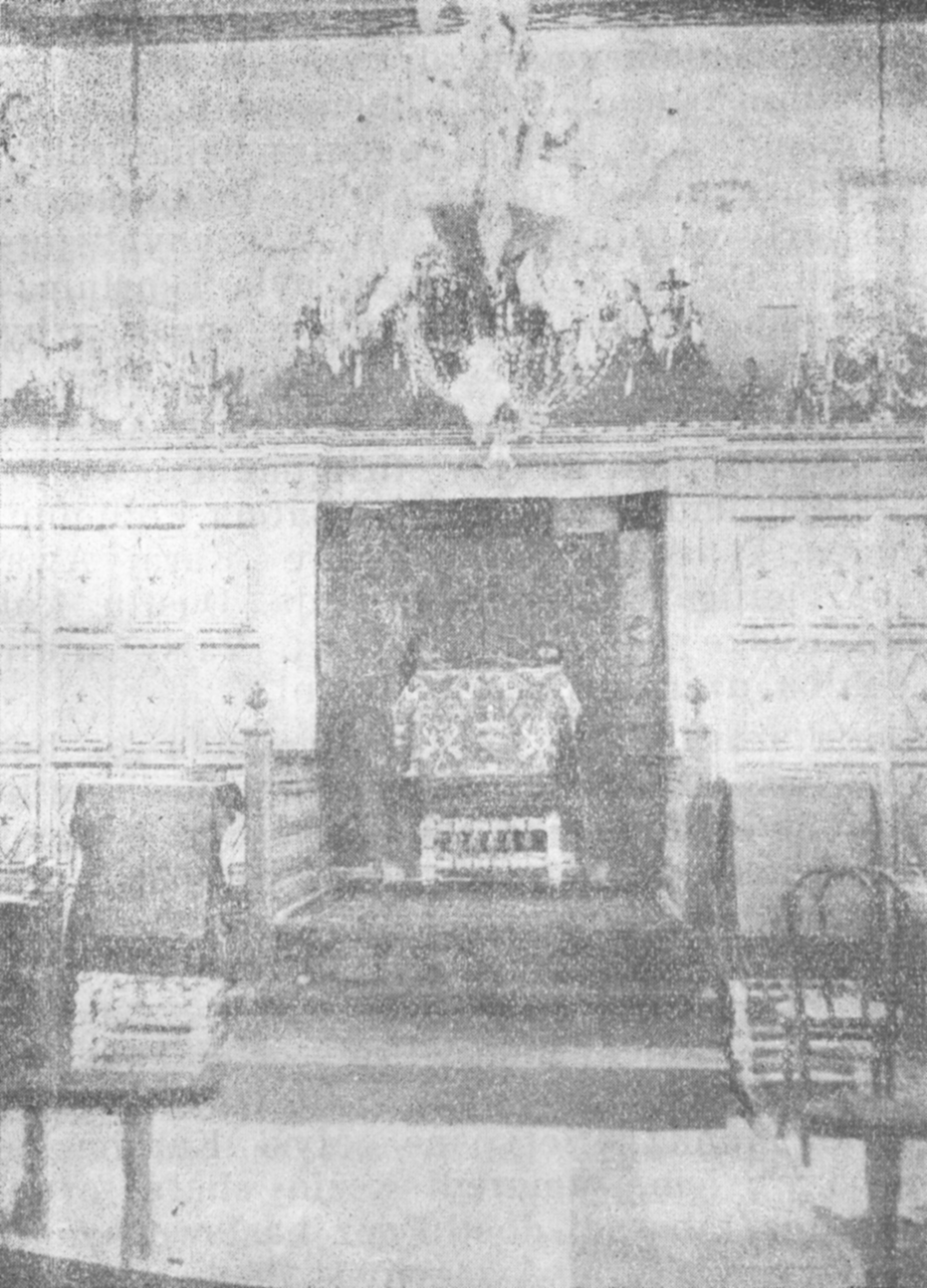
Гехал

Караїмська кенаса в Феодосії — одна з найдавніших караїмських кенас у світі, нині зруйнована.
Перша з двох відомих караїмських кенас у Феодосії, на Караїмській Слободі, була побудована в 850 або 909 році (за різними джерелами). Зараз від будови залишився тільки фундамент. Збереглася табличка що датує споруду кенаси 5052 роком від створення світу.
Друга кенаса була побудована в 1292 році, однак її будівля також не збереглася — зруйнована під час Другої світової війни. За даними Б. Я. Коккеная, уродженця Феодосії, в цій кенасі зберігалися рукописи починаючи з XIII століття. На думку Е. І. Лебедєвої, будівля була побудована в XIV столітті. У 1912 році зі спадщини А. М. Гелеловіча було виділено 1000 рублів золотом на утримання кенаси.

## Опис
У пам'яті людей похилого віку зберігся опис будівлі. Щоб увійти до будівлі, потрібно було пройти через невелику хвіртку, потім повитий виноградом дворик і засклену веранду. На веранді уздовж стін були встановлені кам'яні лави, під якими знаходилися ніші-ящики для зберігання взуття. Кожен знав свою нішу, в ній знаходилися його повстяні капці, які слід було надягати, входячи в будівлю. Наприкінці веранди були двері, що ведуть всередину зали кенаси.

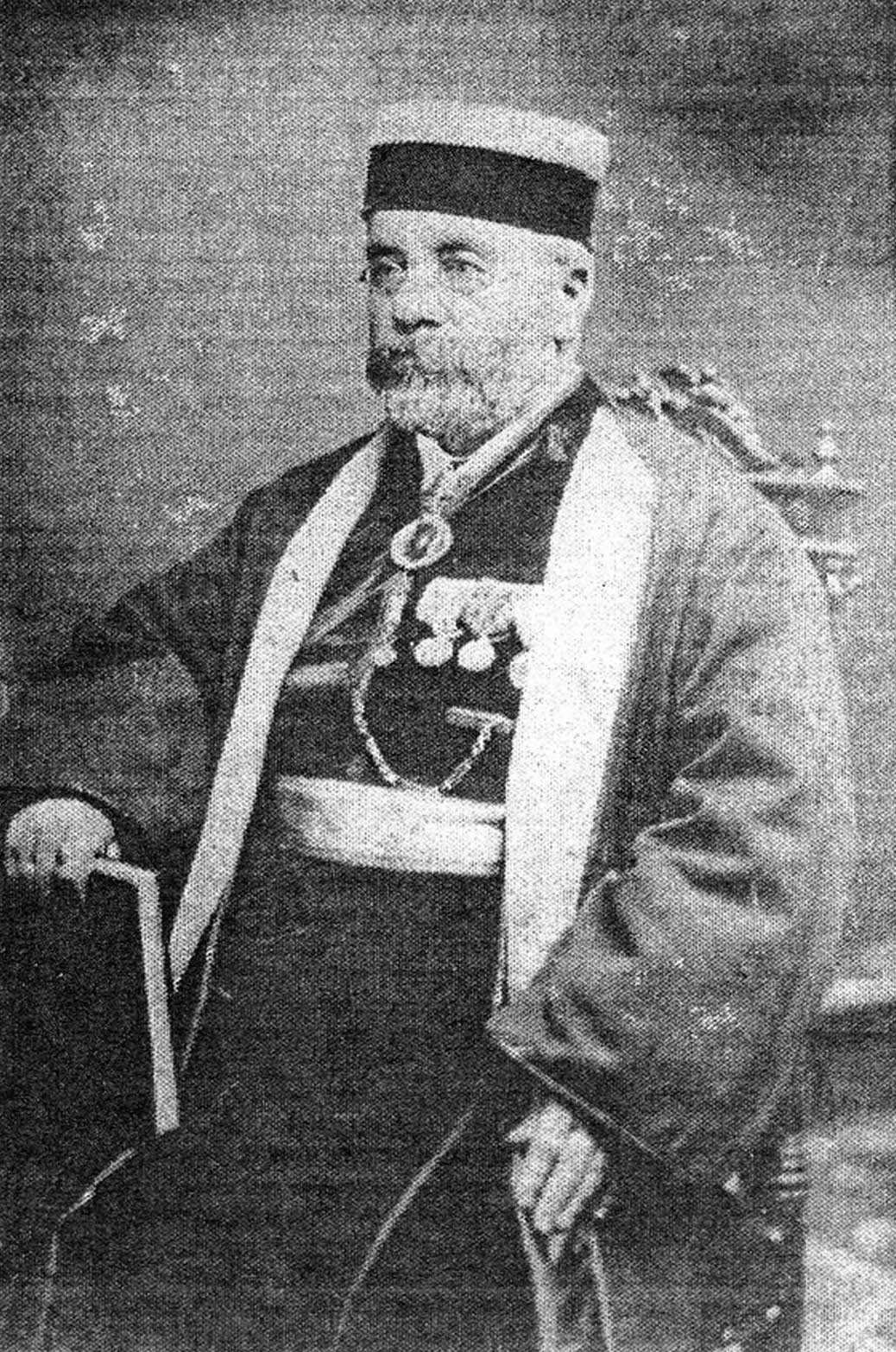
Газзан Бабаджан Бабай

Вхід в кенасу був на півночі, а вівтар — з півдня, адже караїми моляться звернувшись у бік Єрусалиму. Стеля і стіни були прикрашені п'яти- і шестикінечними зірками, різними геометричними фігурами та висловами з П'ятикнижжя Мойсея. Підлога була встелена килимами. Над задньою частиною будівлі знаходився балкон, який підтримувався двома колонами, з'єднаними дерев'яною аркою, обробленою різьбленням. Балкон був інкрустований перламутром і зверху мав решітки.
Перед гехалом (вівтарем) було встановлено три аналої (кафедри караїмського священника). За лівим аналоєм газзан здійснював обряд вінчання, служив панахиду за померлими, молився на різні потреби. На правому аналої зберігалися сувої Тори, які зазвичай зберігалися в маленькій кімнатці за вівтарем. Основним був центральний аналой, перед яким священнослужитель проводив щоденні служби, а також розбирав сімейні проблеми: газзан у караїмів вважався чимось на зразок третейського судді, а гахам і Духовне правління вважалися верховним судом.

## Служителі кенаси
- Товія Сімович Леві-Бабович — газзан з 1897 по 1911 роки
- Аарон Ілліч Катик служив старшим газзаном і вчителем з 1912 по 1916 роки
- Ілля Якович Нейман служив старшим газзаном з 1920 по 1922 роки
- Борис Маркович Таймазов — габбай (1917 р.)